# Francisco de Orduña
Francisco de Orduña nacido como Francisco López de Varriga y Velasco (Urduña de Vizcaya, Corona castellana, ca. 1489 – Puebla, Virreinato de Nueva España, 1550) era un explorador y conquistador español, alcalde mayor de Colima de 1525 a 1527, alcalde de México en 1528, gobernador interino de Guatemala de 1529 hasta 1530 y encomendero de Tecali desde 1529.

## Biografía hasta el cargo de escribano de Zacatula

### Origen familiar y primeros años
Francisco de Orduña había nacido hacia 1489 en la localidad de Urduña del Señorío de Vizcaya que formaba parte de la Corona de Castilla. Era hijo de Juan López de Varriga y de su esposa Inés de Velasco.

### Conquista del Imperio azteca y otras en América española
Adoptó el nombre de su ciudad natal Orduña como apellido y pasó a la América española en marzo de 1521, con las huestes de Julián de Alderete. Acompañó a Hernán Cortés en las campañas conquistadoras de Tenochtitlán, la capital del Imperio azteca, y de su comarca.
Posteriormente participó en las campañas militares de Pánuco, Nexapa, Soconusco y Honduras, y en el poblamiento de Colima. En 1525 estuvo como escribano en Zacatula, en donde hizo un informe de méritos y servicios del capitán Juan Rodríguez de Villafuerte.

## Alcalde mayor de Colima y otros puestos de funcionario

### Diversos cargos como funcionario del Imperio español
Lo asignaron como alcalde mayor de Colima desde 1525 hasta 1527, luego pasó a ser regidor del Cabildo mexicano y como tal recibió a Nuño Beltrán de Guzmán como presidente de la Real Audiencia de México, además fue procurador mayor y después alcalde ordinario de la Ciudad de México en 1528. También fue nombrado visitador de varias provincias novohispanas.
Era amigo y secretario de Hernán Cortés pero por diversas desavenencias se fue con la gente del presidente Nuño de Guzmán. En enero de 1529 fue testigo del juicio de residencia de Cortés.

### Encomendero de Tecali
En el mismo año, fue asignado como encomendero de Tecali, y al llegar su deceso lo heredaría su hijo Jusepe de Orduña.

## Gobernador interino y capitán general de Guatemala

### Nombramiento por la audiencia mexicana
Cuando la nueva real audiencia mexicana lo asignó como visitador y juez de residencia de Jorge de Alvarado, gobernador interino de Guatemala desde 1527, Orduña tuvo que hacerse cargo del territorio en el citado año como gobernador interino y capitán general.

### Construcción del camino real de México a Guatemala
Antes de viajar a Centroamérica reclutó unos 800 aborígenes de su encomienda en Tecali, y con los mismos fue construyendo el camino real que uniría definitivamente por tierra a las ciudades de México y de Guatemala.

### La tenencia de gobierno de San Salvador bajo su jurisdicción
La nueva villa de San Salvador había sido refundada por Diego de Alvarado en un segundo emplazamiento el 1 de abril de 1528, y él mismo había sido asignado como su primer teniente de gobernador. En cuanto a la primigenia ciudad homónima había sido fundada hacia el 11 de abril de 1525 —en un lugar actualmente desconocido— del cazicazgo de Cuzcatlán por Gonzalo de Alvarado, y había sido nombrado a Diego de Holguín como su primer alcalde ordinario, aunque este primer intento de colonización fuera destruido por lo aborígenes en el año 1526.
El 20 de septiembre de 1529, el nuevo gobernador Francisco de Orduña mandó a Diego de Rojas a la dicha villa de San Salvador con el cargo de juez de residencia de Gaspar Arias Dávila, tercer teniente de gobernador de San Salvador que había sido nombrado el pasado 22 de abril del mismo año, por el anterior gobernador interino Jorge de Alvarado.
El incipiente cuarto teniente de gobernador Diego de Rojas, una vez en el mando que estaba subordinado al gobernador Orduña, completó la tasación de los aranceles de precios que debían ajustar en sus obras los artesanos, como ser zapateros, herreros, sastres, carpinteros, curtidores y herradores, y también los oficiales de justicia.
Tomado preso Rojas por Martín de Estete que había sido enviado por el gobernador Pedrarias Dávila, para adueñarse de San Salvador y conquistar los territorios lencas, fue liberado cuando el capitán Orduña derrotó a Estete.

### Entrega del mando gubernamental y fallecimiento
En el año 1530 Orduña entregó el mando del territorio al gobernador titular y adelantado Pedro de Alvarado, quien al asumir el control nombró a Gaspar de Cepeda y Antonio de Ocampo como alcaldes ordinarios de San Salvador, de primer y segundo voto respectivamente.
El territorio jurisdiccional de la tenencia de gobierno de San Salvador fue incorporado por Alvarado como dependencia directa de la gobernación de Guatemala, hasta que a principios de 1534 dejó en su reemplazo como gobernador interino nuevamente a su lugarteniente Jorge de Alvarado, y como tenientes de gobernador en San Miguel de la Frontera a Luis de Moscoso y en San Salvador a Gómez de Alvarado y Contreras, hasta que volviera a Guatemala a finales de 1535.
El conquistador Francisco de Orduña finalmente falleció en 1550 en la ciudad de Puebla del Virreinato de Nueva España.

## Matrimonios y descendencia
Francisco de Orduña se unió en primeras nupcias en la localidad de Tordesillas hacia 1514 con Isabel Leonor de Ledesma (n. Tordesillas de Castilla la Vieja, Corona castellana ca. 1495) —una hija de Juan de Ledesma y de Catalina Gómez de Escobar, dama de honor de la reina Juana— la cual pasó con su marido e hijos a la América española a mediados de 1527.
Francisco de Orduña y Leonor de Ledesma tuvieron cinco hijas y un varón:
- Francisca de Orduña (n. ib., ca. 1515) que se casó en la Ciudad de México[2] con el capitán Gutierre de Badajoz.[4]
- Leonor de Orduña[2][4] (n. ib., ca. 1516) unida en matrimonio en México[2] con el capitán Pedro Solís de Barraza.[2][4]
- Inés de Velasco (n. ib., ca. 1517) en nupcias en México con el capitán Bernardino del Castillo.[4]
- Catalina Gómez de Escobar (n. ib., ca. 1518) matrimoniada hacia 1538 en México con el capitán Jerónimo Ruiz de la Mota[4] (n. Burgos, ca. 1508). Fueron padres de Alonso de la Mota y Escobar (n. ca. 1550 - Puebla, 16 de marzo de 1625), obispo de Puebla desde el 12 de febrero de 1607 hasta su falleciendo en el cargo.[2]
- Isabel de Orduña (n. ib., ca. 1519) casada en México con el capitán Francisco de Santa Cruz.[4]
- José de Orduña "Jusepe" (n. ib., ca. 1520) quien lo heredó en la encomienda de Tecali en 1550.[4]

Una vez viudo se unió en segundas nupcias en la ciudad de Puebla con Catalina Vélez Rascón de Guevara, con quien tuvo a tres hijos:
- Francisco de Orduña en matrimonio con Agustina de Villanueva y Guzmán.[5]
- Catalina Vélez de Orduña que se casó con Nicolás de Villanueva.[5]
- Luisa de Orduña en nupcias con Martín de Segura.[5]